# هاکون ویوم لی
هیکن ویوم لای (انگلیسی: Håkon Wium Lie؛ زادهٔ ۱۶ ژوئیهٔ ۱۹۶۵) دانشمند رایانه، مهندس، برنامه‌نویس، و اهالی کسب‌وکار اهل نروژ و مدیر ارشد فناوری نرم افزار اپرا از ۱۹۹۸ تا زمان فروش این مرورگر به مالکان جدید در سال ۲۰۱۶ است.
او بیشتر به دلیل توسعه   سی‌اس‌اس در حین کار با تیم برنرز لی و روبرت کائو در سرن در سال ۱۹۹۴ شهرت دارد.